# Monilobracon deceptor
Monilobracon deceptor är en stekelart som först beskrevs av Smith 1860.  Monilobracon deceptor ingår i släktet Monilobracon och familjen bracksteklar. Inga underarter finns listade i Catalogue of Life.